# تي. إتش. وايت
تي. إتش. وايت (بالإنجليزية: T. H. White)‏ (29 مايو 1906، مومباي في الهند - 17 يناير 1964، بيرايوس في اليونان)؛ كاتب، سيناريست وروائي بريطاني.

## روابط خارجية
- تي. إتش. وايت على موقع IMDb (الإنجليزية)
- تي. إتش. وايت على موقع الموسوعة البريطانية (الإنجليزية)
- تي. إتش. وايت على موقع ميوزك برينز (الإنجليزية)
- تي. إتش. وايت على موقع ميوزك برينز (الإنجليزية)
- تي. إتش. وايت على موقع أول موفي (الإنجليزية)
- تي. إتش. وايت على موقع قاعدة بيانات برودواي على الإنترنت (الإنجليزية)
- تي. إتش. وايت على موقع قاعدة بيانات برودواي على الإنترنت (الإنجليزية)
- تي. إتش. وايت على موقع إن إن دي بي (الإنجليزية)
- تي. إتش. وايت على موقع ديسكوغز (الإنجليزية)
- تي. إتش. وايت على موقع قاعدة بيانات الفيلم (الإنجليزية)